# Voise (rivière)
Pour les articles homonymes, voir Voise (homonymie).
Pour un article plus général, voir Réseau hydrographique d'Eure-et-Loir.
La Voise est une rivière du département d'Eure-et-Loir, en région Centre-Val de Loire, et un affluent droit de l'Eure, donc un sous-affluent de la Seine.

## Géographie
La Voise prend sa source dans la commune de Voise, à 132 mètres d'altitude, dans la Beauce, 
La Voise coule en direction du nord et, après un parcours de 33 km, la Voise conflue en rive droite dans l'Eure à Pierres au nord-ouest de Maintenon, sur la commune de Pierres, à 97 mètres d'altitude.

### Communes et cantons traversés
Dans le seul département d'Eure-et-Loir, la Voise traverse seize communes et deux cantons :
- Voise (source), Saint-Léger-des-Aubées, Béville-le-Comte, Roinville, Auneau, Oinville-sous-Auneau, Levainville, Le Gué-de-Longroi, Ymeray, Gallardon, Bailleau-Armenonville, Gas, Yermenonville, Houx, Maintenon, Pierres (confluence).

La Voise, d'amont en aval
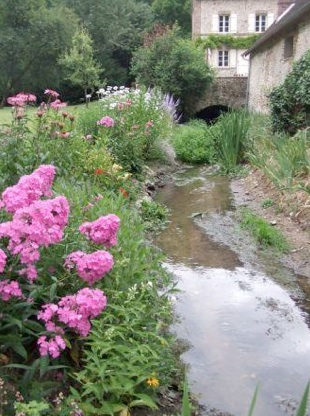
Oinville-sous-Auneau.
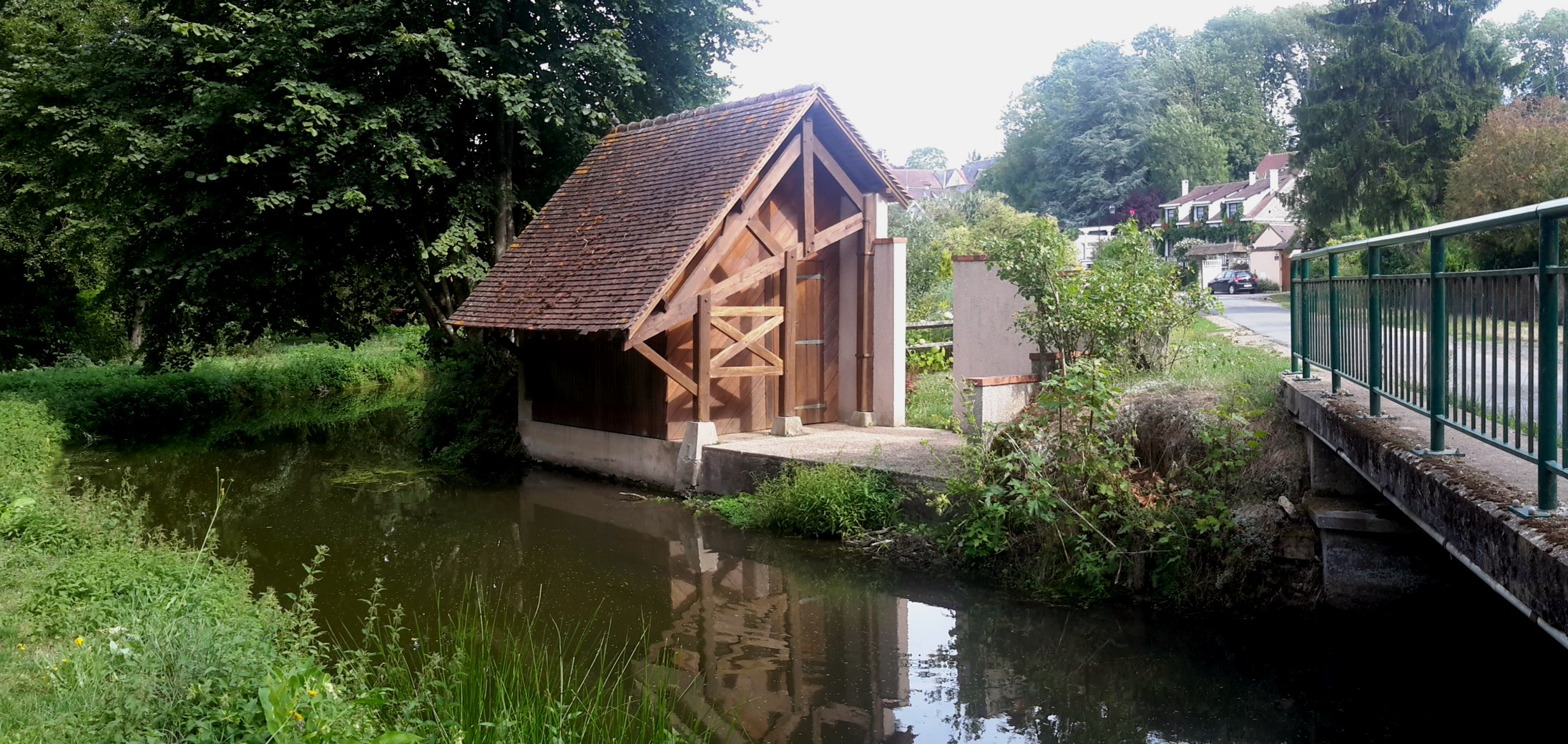
Levainville.
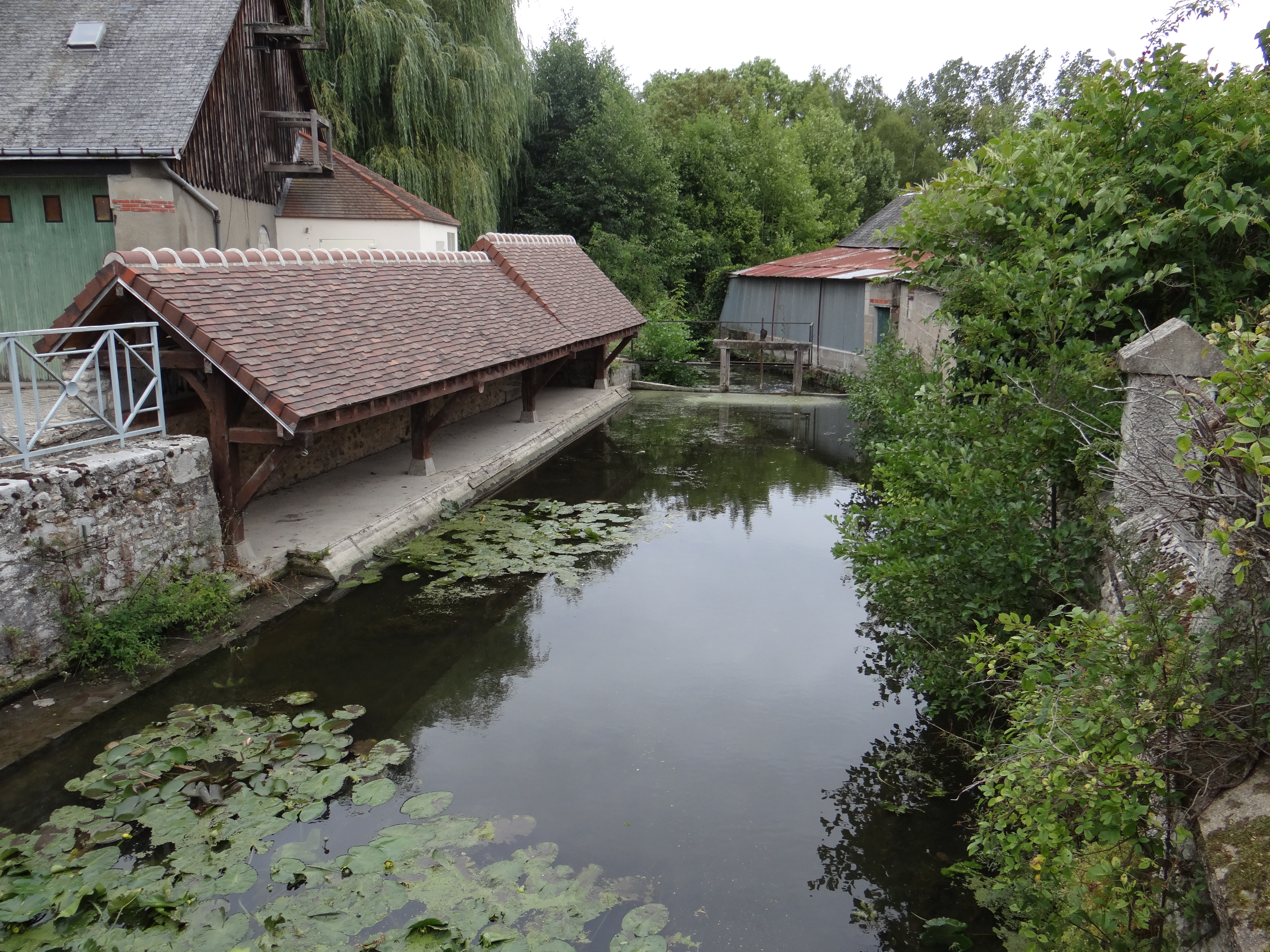
Le Gué-de-Longroi.

Soit en termes de cantons, la Voise prend source dans le canton d'Auneau, traverse et conflue dans le canton de Maintenon, le tout dans l'arrondissement de Chartres.

### Hydronymie
L'hydronyme de La Voise a la même origine que le toponyme de sa commune source.
Le terme Voise signifie, en origine latine, « lieu de la forêt, lieu de l’eau ».

### Bassin versant
La Voise traverse quatre zones hydrographiques : « L'Eure du confluent du Coinon (exclu) au confluent de la Voise (exclu) (H405), La Voise du confluent de la Rémarde (exclu) au confluent de l'Eure (exclu) (H408), La Voise de sa source au confluent du ruisseau la Rémarde (exclu) (H406), La Rémarde de sa source au confluent de la Voise (exclu) (H407) » de 949 km2 de superficie. Ces zones sont constituées à 77,37 % de « territoires agricoles », à 14,94 % de « forêts et milieux semi-naturels », à 7,01 % de « territoires artificialisés », à 0,62 % de « surfaces en eau ».

### Organisme gestionnaire
Depuis le 1er janvier 2024, l'organisme gestionnaire est le SMDVA (Syndicat mixte de la Drouette, de la Voise et de leurs affluents), issu de la fusion du SMVA (Syndicat mixte de la Voise et de ses affluents) et du SM3R (Syndicat mixte des trois rivières).

## Affluents
La Voise a dix affluents référencés dont quatre bras et :
- l'Aunay (rd[note 1]), 11 km[6],
- la Rémarde (rd), 19,2 km[7] avec un affluent :
  - le ruisseau de l'Abbe, 1,7 km sur les deux communes de Prunay-en-Yvelines et Ablis.
- Ruisseau d'Ocre (rd), 8,1 km sur les deux communes de Gallardon (confluence) et Écrosnes (source) avec un affluent :
  - le ruisseau de Malassis, 1,3 km sur la seule commune d'Écrosnes.
- la Rivière Neuve (rd), 1,1 km sur les deux communes de Bailleau-Armenonville et Gallardon avec trois affluent dont :
  - le ruisseau de Pont, 3,5 km sur les trois communes de Bailleau-Armenonville, Champseru, Ymeray.
- le ruisseau de Gas (rd), 7,7 km sur les trois communes de Houx, Gas, Écrosnes.
- la Morte (rg), 9,8 km sur six communes avec trois affluents[8]

### Rang de Strahler
Le nombre de Strahler de la Voise est donc de trois.

## Hydrologie
Son régime hydrologique est dit pluvial océanique.

## Aménagements et écologie

### Aqueduc de Maintenon
Classé MH (1875) et  Inscrit MH (1934).

### Château de Maintenon
Classé MH (1944).

## Histoire
Au XVIIe siècle, dans le cadre de la construction de l'aqueduc devant amener au château de Versailles l'eau de l'Eure, cette dernière et ses affluents, dont la Voise, ont été aménagés afin de les rendre navigables.
Il s'agissait essentiellement de pouvoir transporter de la chaux entre Ymeray et Maintenon. Deux chalands de 4 m de large pouvaient s'y croiser, mais les problèmes de niveau d'eau étaient fréquents, les rivières d'origine n'ayant pas assez de débit.
Une esquisse de solution avait été mise en œuvre par une prise d'eau de l'Eure au niveau du Moulin de la Roche, à Jouy, mais devant l'ampleur des travaux à réaliser ceux-ci restèrent inachevés.